# Липа (Пећ)
Липа (алб. Lipë) је насељено место у општини Пећ, на Косову и Метохији. Према попису становништва из 2011. насеље више нема становника.

## Становништво
Према званичним пописима, Липа је имала следећи број становника:
| Демографија | Демографија | Демографија |
| Година      | Становника  | Становника  |
| ----------- | ----------- | ----------- |
| 1948.       | 206         |             |
| 1953.       | 217         |             |
| 1961.       | 230         |             |
| 1971.       | 310         |             |
| 1981.       | 71          |             |
| 1991.       | 56          |             |
| 2011.       | 0           |             |